# Thelcticopis modesta
Thelcticopis modesta är en spindelart som beskrevs av Tord Tamerlan Teodor Thorell 1890. Thelcticopis modesta ingår i släktet Thelcticopis och familjen jättekrabbspindlar. Inga underarter finns listade i Catalogue of Life.